# Callender Speaks Low
| Recensione | Giudizio |
| ---------- | -------- |
| AllMusic   |          |

Callender Speaks Low è un album del musicista jazz statunitense Red Callender, pubblicato dall'etichetta discografica Modern Recordsnel febbraio del 1957.

## Tracce

### LP
Lato A
1. Speak Low – 7:20 (testo: Ogden Nash – musica: Kurt Weill)
2. Nice Day – 4:15 (musica: Buddy Collette)
3. In a Sentimental Mood – 3:30 (musica: Duke Ellington)

Lato B
1. Foggy Day – 5:17 (testo: Ira Gershwin – musica: George Gershwin)
2. Cris – 3:57 (musica: Red Callender)
3. Darn That Dream – 2:48 (testo: Eddie DeLange – musica: Jimmy Van Heusen)
4. Gone with the Wind – 4:03 (testo: Herb Magidson – musica: Allie Wrubel)

## Formazione
- Red Callender – tuba
- Buddy Collette – flauto, clarinetto
- Vince DeRosa – corno francese
- Irving Rosenthal – corno francese (brani: "Nice Day" e "Gone with the Wind")
- Bob Bain – chitarra
- Red Mitchell – contrabbasso
- Bill Douglass – batteria

Note aggiuntive
- William Claxton – foto copertina album originale
- Cy Schneider – note retrocopertina album originale [3]